# Ferdynand, książę Brunszwiku-Wolfenbüttel
Ferdynand, książę Brunszwiku-Wolfenbüttel (niem. Ferdinand von Braunschweig-Wolfenbüttel), (ur. 12 stycznia 1721, zm. 3 lipca 1792) – książę Brunszwiku-Wolfenbüttel-Bevern, feldmarszałek w służbie pruskiej i hanowerskiej (brytyjskiej), kawaler Orderu Podwiązki.
Był czwartym synem Ferdynanda Alberta II, księcia Brunszwiku-Lüneburg i szwagrem Fryderyka Wielkiego. W jego wojskach brał udział w wojnach śląskich, uczestnicząc osobiście w bitwach pod Małujowicami, Chotusicami, Dobromierzem i Soor.
Po wybuchu wojny siedmioletniej, w początkowym okresie dowodził w bitwach pod Lowosicami i pod Rossbach oraz przyczynił się do zwycięstwa pod Pragą. W 1758 objął naczelne dowództwo nad wojskami angielsko-niemieckimi operującymi na terytorium Hanoweru. W tym samym roku pobił Francuzów w bitwie pod Krefeld, ale w następnym roku uległ im pod Bergen. Później jednak odniósł zdecydowane zwycięstwa w bitwach pod Minden, Vellinghausen, Wilhelmstahl i Warburgiem.
Należał do wolnomularstwa, przyjęty tam przez Fryderyka Wielkiego, piastował od 1772 godność Wielkiego Mistrza loży szkockiej.